# CRYPTREC
CRYPTREC — (англ. Cryptography Research and Evaluation Committees) — проект, заснований японським урядом для оцінки та рекомендації шифрувальних методів для урядового та індустріального використання. CRYPTREC привернув увагу передових криптографів всього світу. Проект аналогічний європейському NESSIE і AES, яким керує НІСТ в США. CRYPTREC — проект для оцінки та моніторингу безпеки електронної держави, рекомендує шифри, а також встановлює критерії оцінки криптографічних модулів.

## Історія та цілі CRYPTREC
CRYPTEC створювався для контролю безпеки електронної держави. Головна мета CRYPTREC — створити сучасну IT-націю. Проект оцінки криптографічних методів був організований протягом трьох років і почав своє існування на початку 2000 року. CRYPTREC ставить за мету оцінити широко поширені криптографічні методи, що використовуються в промисловості, і вибирати кращі в безпеці й реалізації. Ґрунтуючись на цих оцінках, міністерство внутрішніх справ і комунікацій (MIC) спільно з міністерством економіки, торгівлі і промисловості (METI) опублікували шифри, рекомендовані електронному уряду 20 лютого 2003 року. MIC і METI вирішила продовжити діяльність CRYPTREC після 2003-го року, для вдосконалення та підтримання безпеки електронного уряду. Крім того, в 2003-2008 рр. існував підкомітет контролю криптографічних методів (Cryptographic Technique Monitoring Subcommittee), з метою контролю і дослідження безпеки шифрів, вживаних в електронному уряді, опублікованих у списку рекомендованих; а також підкомітет криптографічних модулів, з метою встановлення критеріїв оцінки криптографічних модулів в Японії, в яких реалізовані шифри. У 2009 році обов'язки підкомітету контролю криптографічних методів були покладені на Комітет з шифрувальним алгоритмами.
У CRYPTREC входять члени японської академії наук, промисловості та уряду. Спочатку проект спонсорували:
- Міністерство Економіки, Промисловості і Торгівлі (Ministry of Economy Trade and Industry),
- Міністерство Внутрішніх зв'язків, Пошти і Телекомунікацій (Ministry of Public Management, Home Affairs and Post and Telecommunications),
- Організація просування телекомунікації (Telecommunications Advancement Organization), і
- Агентство по просуванню інформаційних технологій (Information-Technology Promotion Agency).

## Структура CRYPTREC[2]
CRYPTREC складається з трьох комітетів, які підпорядковуються консультативній раді з криптографії(Advisory Board for Cryptographic Technology). У всіх комітетів є одна спільна мета: удосконалення безпеки і випробувальних вимог.

### Консультативна Рада з Криптографії
Рада займається перевіркою шифрів, рекомендованих електронному уряду, в цілях гарантії безпеки електронного уряду. Також встановлює критерії для тестування шифрувальних модулів.

### Комітет з Шифрувальних Алгоритмів
Основною метою Комітету з шифрувальних алгоритмів (Cryptographic Scheme Committee) є дослідження і оцінка алгоритмів, застосованих в електронному уряді. Комітет був заснований у 2009 році і є правонаступником підкомітету контролю шифрувальних методів.

### Комітет Шифрувальних Модулів
Комітет вивчає останні тенденції в міжнародних стандартах, таких як ISO/IEC. Розглядається можливість використання цих стандартів в майбутньому. Крім того, комітет досліджує атаки й втручання в систему електронного уряду.

### Шифрувальний Операційний Комітет
Шифрувальний Операційний Комітет (Cryptographic Operation Committee) виробляє оцінку та рекомендацію шифрів, з точки зору системних проектувальників та постачальників. Комітет був заснований у 2009 році.

## Діяльність CRYPTREC[3]
CRYPTREC почав свою діяльність у травні 2000 року. У червні — липні 2000 року був оголошений відкритий конкурс шифрів. У серпні — жовтні відбувалося вивчення і оцінка, представлених на конкурс шифрів, після чого відбувся симпозіум з криптографічних методів, на якому були представлена мета CRYPTREC. Комітет проводив відкритий конкурс також в 2001 році. У травні 2001 року був заснований консультативний комітет CRYPTREC. У березні кожного року випускається річний звіт щодо діяльності CRYPTREC (японською мовою). Перший звіт англійською був випущений в жовтні 2002 року, перед поданням CRYPTREC в ISO на Варшавській конференції. У лютому 2003 року діяльність комітетів була представлена в NESSIE. 20 лютого 2003 року CRYPTREC випускає «Список шифрів, рекомендованих електронному уряду» («e-Government Recommended Ciphers List»). У квітні 2003 року створюються два підкомітети: контролю криптографічних методів і контролю криптографічних модулів. Після заснування, ці підкомітети випускають щорічний звіт в травні кожного року. У липні 2008 року CRYPTREC випускає «Керівництво з шифрів, рекомендованих електронному уряду»(«Guidebook for e-Government recommended ciphers»).
У 2013 році вийшов оновлений список, в якому шифри були розбиті на три групи: «Список шифрів, рекомендованих електронного уряду» («e-Government Recommended Ciphers List»), «Список кандидатів у рекомендовані шифри» («Candidate Recommended Ciphers List») і «Список шифрів під наглядом» («Monitored Ciphers List»). Більшість японських шифрів (за винятком Camellia) перемістилися із списку рекомендованих до списку кандидатів. Це сталося не через те, що їх вважають небезпечними, а тому, що ці шифри рідко використовувалися в комерційних і некомерційних продуктах, урядових системах і міжнародних стандартах. Також були додані нові шифри CLEFIA, KCipher-2 і Enocoro-128v2, однак у список рекомендованих потрапив тільки шифр KCipher-2. RC4 і SHA-1 перемістилися із списку рекомендованих шифрів в «Список шифрів під наглядом» через їх небезпечності; їх можна використовувати тільки для сумісності зі старими системами.

## Списки шифрів CRYPTREC

### Список рекомендованих шифрів
Дані криптографічні методи були рекомендовані CRYPTREC в оновленому списку, складеному в березні 2013 року. При виборі враховувались наступні фактори: криптостійкість (підбір ключа більше 10 років), історія використання шифру.
- Коди з відкритим ключем
  - Алгоритми цифрового підпису:
    - DSA;
    - ECDSA: Certicom Corp., США and Certicom Corp., Канада;
    - RSASSA-PKCS1-v1_5;
    - RSA-PSS: лабораторії RSA, США.

  - Забезпечення конфіденційності:
    - RSA-OAEP.

  - Протоколи розподілу ключів:
    - DH;
    - ECDH.
- Коди з симетричним ключем
  - Блочні шифри 64 біт:
    - 3-key Triple DES.

  - Блочні шифри 128 біт:
    - AES: (Advanced Encryption Standard)* (USA FIPS 197) (Rijndael);
    - Camellia: Nippon Telegraph and Telephone Corp., Японія і Mitsubishi Electric Corp., Японія.

  - Потокові шифри:
    - KCipher-2.
- Геш-функції
  - SHA-256
  - SHA-384
  - SHA-512
- Режими роботи
  - Режими шифрування
    - Режим зчеплення блоків шифротексту (CBC)
    - Режим зворотного зв'язку за шифротекстом (CFB)
    - Режим лічильника (CTR)
    - Режим зворотного зв'язку по виходу (OFB)

  - Режими шифрування аутентифицированного
    - CCM
    - GCM
- Коди автентифікації
  - CMAC
  - HMAC
- Аутентифікація об'єктів
  - ISO/IEC 9798-2: ISO/IEC 9798-2:2008
  - ISO/IEC 9798-3: ISO/IEC 9798-3:1998, ISO/IEC 9798-3:1998/Amd 1:2010

### Список кандидатів у рекомендовані шифри
- Коди з відкритим ключем
  - Протоколи розподілу ключів:
    - PSEC-KEM: Nippon Telegraph and Telephone Corp., Японія.
- Коди з симетричним ключем
  - Блокові шифри 64 біт:
    - CIPHERUNICORN-E;
    - Hierocrypt-L1;
    - MISTY1: Mitsubishi Electric Corp., Японія;

  - Блокові шифри 128 біт:
    - CIPHERUNICORN-A;
    - CLEFIA;
    - Hierocrypt-3;
    - SC2000.

  - Потокові шифри:
    - MUGI;
    - Enocoro-128v2;
    - MULTI-S01;
- Коди автентифікації
  - PC-MAC-AES
- Аутентифікація об'єктів
  - ISO/IEC 9798-4: ISO/IEC 9798-4:1999

### Список шифрів під наглядом
- Коди з відкритим ключем
  - Забезпечення конфіденційності:
    - RSAES-PKCS1-v1_5
- Коди з симетричним ключем
  - Потокові шифри:
    - 128-bit RC4.
- Uеш-функції
  - RIPEMD-1
  - SHA-1
- Коди автентифікації
  - CBC-MAC

## Порівняння з NESSIE
Для наочності, в таблиці наведено відмінності у виборі CRYPTREC і NESSIE.
| Типи алгоритмів             | CRYPTREC                                | NESSIE               |
| --------------------------- | --------------------------------------- | -------------------- |
| Алгоритми цифрового підпису | DSA                                     | SFLASH               |
| Шифри з відкритим ключем    | DH, ECDH                                | ACE Encrypt, RSA-KEM |
| MAC алгоритми і хеш-функції | Two-Track-MAC, UMAC, CBC-MAC, Whirlpool |                      |
| Блокові шифри               | 3-key Triple DES                        | SHACAL-2             |
| Потокові шифри              | KCipher-2                               |                      |